# 512 Taurinensis
512 Taurinensis
512 Taurinensis là một tiểu hành tinh ở vành đai chính. Nó được xếp loại tiểu hành tinh kiểu S, có thời gian quay vòng là 5,59 giờ.
Tiểu hành tinh này do Max Wolf phát hiện ngày 23.6.1903 ở Heidelberg và được đặt theo tên Taurinum, tên cũ của thành phố Torino, (Ý).